# Ortal
Ortal Malka (Israele, 1978) è una cantante israeliana con cittadinanza francese.
Ha rappresentato la Francia all'Eurovision Song Contest 2005 con il brano Chacun pense à soi.

## Carriera
Nata in Israele in una famiglia di religione ebraica, Ortal ha origini andaluse e berbere. Nel 2000 si è trasferita in Spagna, dove è entrata a far parte del gruppo musicale Gipsy Sound.
Il 15 marzo 2005 ha partecipato alla selezione del rappresentante francese per l'Eurovision, cantando Chacun pense à soi e venendo incoronata vincitrice dalla giuria e dal televoto. Nella finale dell'Eurovision Song Contest 2005, che si è tenuta il successivo 21 maggio a Kiev, si è piazzata al 23º posto su 24 partecipanti con 11 punti totalizzati.

## Discografia

### Singoli
- 2005 – Chacun pense à soi
- 2011 – With You (con Offir Malol)
- 2018 – Musique bonheur / Give Me Another Life
- 2019 – Tu s'ras pas déçu